# Le Gibet imprévu
Le Gibet imprévu — Jumping Jenny dans l'édition originale britannique et Dead Mrs. Stratton dans l'édition américaine — est un roman policier britannique d’Anthony Berkeley publié en 1933. C'est le 9e roman de la série mettant en scène Roger Sheringham.

## Résumé
Invité à un bal costumé où l'on doit revêtir l'apparence de grands meurtriers de l'histoire et de leurs victimes, Roger Sheringham voit l'insouciance générale prendre un tour tragique quand, parmi les invités, Mme Stratton est retrouvée morte. Les choses s'aggravent pour lui quand la police investit les lieux et que l'enquête préliminaire le désigne comme le principal suspect de l'affaire. Sheringham, qui a la déplorable habitude de ne pas s'appliquer quand il se charge d'investigations, doit cette fois mettre toute son habileté à contribution s'il ne veut pas terminer sa vie sur le gibet des assassins…

## Éditions
Éditions originales en anglais
- (en) Anthony Berkeley, Jumping Jenny, Londres, Hodder & Stoughton, 1933 — Édition britannique
- (en) Anthony Berkeley, Dead Mrs. Stratton, New York, Doubleday, 1933 — Édition américaine

Éditions françaises
- (fr) Anthony Berkeley (auteur) et Marie Mavraud (traducteur), Le Gibet imprévu [« Jumping Jenny »], Paris, Nouvelle Revue Critique, coll. « L'Empreinte no 50 », 1934, 256 p. (BNF 31799681)
- (fr) Anthony Berkeley (auteur) et Marie Mavraud (traducteur), Le Gibet imprévu [« Jumping Jenny »], Paris, La Maîtrise du livre, coll. « L'Empreinte-Police no 22 », 1948, 253 p. (BNF 31799682)
- (fr) Anthony Berkeley (auteur) et Marie Mavraud (traducteur) (trad. de l'anglais), Le Gibet imprévu [« Jumping Jenny »], Paris, Librairie des Champs-Élysées, coll. « Le Masque. Les Maîtres du roman policier  no 1911 », 1988, 217 p. (ISBN 2-7024-1794-9, BNF 34934010)

## Référence
- LeRoy Lad Panek, British Mystery : Histoire du roman policier classique anglais, Amiens, Encrage, 1990, p. 119-132.  (ISBN 2-90638-918-8)